# Mr. Wonderful
Mr. Wonderful ist eine US-amerikanische Filmkomödie von Anthony Minghella aus dem Jahr 1993.

## Handlung
Gus und Leonora sind geschieden, Gus muss Alimente zahlen. Es bietet sich eine Gelegenheit, gemeinsam mit vier Freunden in eine Bowlingbahn zu investieren, wovon Gus seit langem träumt. Die finanzielle Belastung durch die Alimente macht die Investition unmöglich.
Gus kommt auf den Gedanken, dass er keine Alimente mehr zahlen müsste, wenn seine Ex-Ehefrau erneut heiraten würde. Leonora verbindet eine Affäre mit Tom, einem verheirateten Professor. Sie will gar nicht erneut heiraten. Gus spricht trotzdem seine ledigen Bekannten an und fragt sie, ob sie eine Ehefrau suchen würden.
Währenddessen will Rita, die Freundin von Gus, bei ihm einziehen. Er lehnt es ab. Rita erzählt ihrer Familie, Gus hätte Angst, er könne nicht mit seinen Freunden finanziell mitziehen. Dabei weint sie.
Schließlich findet Leonora einen Mann, den sie heiraten könnte, attraktiv. Dies macht Gus eifersüchtig.

## Kritiken
James Berardinelli schrieb auf ReelViews, die erfolgreichen romantischen Komödien würden nicht nur von dem Drehbuch, sondern auch von den Charakteren und von den Darstellungen leben. Mr. Wonderful erfülle diese Kriterien. Der Film sei nicht mit jenen Klischees belastet, die in Liebesfilmen „allgemein“ anzutreffen seien. Matt Dillon und Anabella Sciorra würden gut zusammenarbeiten.
Das Lexikon des internationalen Films schrieb: „Bewußt altmodische Liebeskomödie mit guten Darstellern, deren Hauptattraktion die Stadt New York ist, die in verklärendem Glanz dargestellt wird. Ein liebenswerter und kluger Film, der mit kleinen Gesten und geschliffenen Dialogen Stellung zu großen Gefühlen bezieht.“

## Hintergrund
Der Film spielte in den Kinos der USA ca. 3,1 Millionen US-Dollar ein.